# Малгашки език
Малгашкият език е австронезийски език, говорен от около 18,8 млн. души в Мадагаскар.

## История
Малгашкият език не е свързан с близките африкански езици. Той е най-западният от малайско-полинезийските езици, принадлежащи към австронезийското семейство. Този факт е установен още през ХVІІІ в. Малгашкият език е родствен на езиците в Индонезия, Малайзия и Филипините. Най-близки до него са езиците, разпространени на остров Борнео. Базовата лексика на малгашкия език съвпада с лексиката на езика ма`анян в района на река Барито на юг от Борнео. Това означава, че Мадагаскар е бил заселен с преселници именно оттам. Не е установена причината за тази колонизация. По-късно индонезийските преселници се смесват с такива от Източна Африка и с араби.
В малгашкия език има заемки от езиците банту, суахили и арабски, а също така и от френски (в миналото език на колониалното правителство на Мадагаскар) и от английски (на който през XVІІІ век са говорели пиратите, чиито бази са били на острова)
Езикът има писмена литература от ХV век и богата традиция на устни поетически предания и легенди.

## Ортография
От 1823 г. езикът има писменост на основата на латинската азбука. До този период е използвана арабската писменост в магическите и астрологическите текстове. Ортфографията се базира на фонетични принципи с някои изключения. Буква i в края на думата се заменя с y, а буква о се чете като /u/.
Азбуката се състои от 21 букви: a, b, d, e, f, g, h, i, j, k, l, m, n, o, p, r, s, t, v, y, z.
Използват се също така диакритически знаци, обаче тяхното използване не е стандартизирано. Така че за обозначението на ударение може произволно да се използват знаците за „остро ударение“, „надбуквено двоеточие“ и т.н., последният знак наред с тилдата при поставянето ѝ над буква n, я превръща във веларната сонорна ŋ. Циркумфлексът се съхранява в ортографията на думите, заимствани от френския език.

## Речник
„цинги“ – там, където не можеш да ходиш бос
| Български                        | Малгашки                                         | IPA                            |
| -------------------------------- | ------------------------------------------------ | ------------------------------ |
| Английски                        | Anglisy                                          | ãŋɡliʂ                         |
| Да                               | Eny                                              | ˈʲenj                          |
| Не                               | Tsia, Tsy                                        | tsi, tsʲ                       |
| Здравей, как си?                 | Manao ahoana!                                    | manaˈʷonə̥, manaˈonə̥            |
| Здравей!                         | Salama!                                          | saˈlamə̥                        |
| Добре съм, благодаря ти!         | Tsara fa misaotra.                               | ˈtsarə̥ fa mʲˈsoːtʂə̥            |
| Довиждане!                       | Veloma!                                          | veˈlumə̥                        |
| Моля!                            | Azafady                                          | azaˈfadʲ                       |
| Благодаря ти!                    | Misaotra                                         | mʲˈsoːtʂa                      |
| Заповядай отново!                | Tsy misy fisaorana.                              | tsʲ ˈmisʲ fʲˈsoːranə̥           |
| Извинете ме!                     | Azafady with arm and hand pointing to the ground | azaˈfadʲ                       |
| Съжалявам                        | Miala tsiny                                      | mjala ˈtsinʲ                   |
| Кой?                             | Iza?                                             | ˈiːza, ˈiza                    |
| Какво?                           | Inona?                                           | inːa                           |
| Кога?                            | Rahoviana?                                       | roᶷˈvinə̥, rawˈvinə̥             |
| Къде?                            | Aiza?                                            | ajzə̥                           |
| Защо?                            | Fa maninona?                                     | fa maninːə̥                     |
| Как?                             | Ahoana?                                          | aˈʷonə̥                         |
| Колко?                           | Firy?                                            | ˈfirʲ                          |
| Колко?                           | Hoatrinona?                                      | ʷoˈtʂinːə̥                      |
| Как се казваш?                   | Iza no anaranao?                                 | iza njanaraˈnaw                |
| За                               | Ho an'ny                                         | wanːi                          |
| Защото                           | Satria                                           | saˈtʂi                         |
| Не разбирам!                     | Tsy mazava, or tsy azoko.                        | tsʲ mazavə̥                     |
| Да, разбирам!                    | Eny, mazava (or azoko).                          | ʲenʲ mazavə̥                    |
| Помощ!                           | Vonjeo!                                          | vunˈdzew                       |
| Можете ли да ми помогнете, моля? | Afaka manampy ahy ve ianao azafady?              | afaka manapʲ a ve enaw azafadʲ |
| Къде е тоалетната?               | Aiza ny efitrano fivoahana? (Aiza ny V.C.?)      | ajza njefitʂanʷ fiˈvwaːnə̥      |
| Говорите ли английски?           | Miteny anglisy ve ianao?                         | miˈtenʲ ãŋˈɡliʂ ve eˈnaw       |
| НЕ говоря малгашки!              | Tsy mahay teny malagasy aho.                     | tsʲ maaj tenʲ malaˈɡasʲ a      |
| Не говоря френски.               | Tsy mahay teny frantsay aho.                     | tsʲ maaj tenʲ frantsaj a       |

## Ударение
За малгашкия език е характерно динамичното ударение с елементи на количествено ударение. В много сложните думи, ударението пада (като правило) на предпоследната сричка (mòra, karàma, farafàra), а в думите, завършващи на -ka, -tra, -na на третата сричка от края. В производните и заимствани думи ударението може да пада и на други срички: ôperà.
Понякога ударението може да играе смислово-различителна роля:
- vòvo „риба-капан“ – vovò „лай на куче“
- gàga „удивен“ – gagà „удивявам се“